# Élections municipales de 1989 en Seine-et-Marne
Les élections municipales en Seine-et-Marne ont eu lieu les 12 et 19 mars 1989. 

## Maires sortants et maires élus
| Commune                  | Population | Maire sortant          | Parti | Parti | Maire élu             | Parti | Parti |
| ------------------------ | ---------- | ---------------------- | ----- | ----- | --------------------- | ----- | ----- |
| Avon                     | 14 778     | Pierre Pic             |       | DVD   | Pierre Pic            |       | DVD   |
| Brie-Comte-Robert        | 10 347     | André Aubert           |       | PS    | André Aubert          |       | PS    |
| Brou-sur-Chantereine     | 4 429      | René Ménard            |       | PCF   | René Ménard           |       | PCF   |
| Cesson                   | 7 522      | Albert Bendelé         |       | DVD   | Albert Bendelé        |       | DVD   |
| Champagne-sur-Seine      | 5 406      | Gilles Simmer          |       | RPR   | Gilles Simmer         |       | RPR   |
| Champs-sur-Marne         | 16 739     | Lionel Hurtebize       |       | PCF   | Lionel Hurtebize      |       | PCF   |
| Chelles                  | 41 838     | Charles Cova           |       | RPR   | Charles Cova          |       | RPR   |
| Le Châtelet-en-Brie      | 3 724      | Michel Dionnet         |       | DVG   | Michel Dionnet        |       | DVG   |
| Claye-Souilly            | 8 152      | Bernard Letellier      |       | UDF   | Yves Albarello        |       | RPR   |
| Combs-la-Ville           | 13 759     | Claude Sapin           |       | PS    | Alain Vivien          |       | PS    |
| Coulommiers              | 11 886     | Robert Elvert          |       | DVD   | Robert Elvert         |       | DVD   |
| Courtry                  | 4 215      | Guy Raccah             |       | DVD   | Guy Raccah            |       | DVD   |
| Dammarie-les-Lys         | 19 794     | Jean-Claude Mignon     |       | RPR   | Jean-Claude Mignon    |       | RPR   |
| Dammartin-en-Goële       | 4 528      | Gérard Jondot          |       | DVD   | Eugène Péresse        |       | PS    |
| Esbly                    | 4 218      | Jean-Claude Dimanche   |       | RPR   | Jean-Claude Dimanche  |       | RPR   |
| La Ferté-Gaucher         | 3 871      | Gérard Petitfrère      |       |       | Henri Forgeard        |       | UDF   |
| La Ferté-sous-Jouarre    | 7 007      | Bernard Doumeizel      |       | RPR   | Bernard Doumeizel     |       | RPR   |
| Fontainebleau            | 15 679     | Paul Séramy            |       | UDF   | Paul Séramy           |       | UDF   |
| Fontenay-Trésigny        | 3 638      | Claude Arnaud          |       | DVD   | Claude Arnaud         |       | DVD   |
| Gretz-Armainvilliers     | 7 330      | Gilbert Pillet         |       | DVD   | Gilbert Pillet        |       | DVD   |
| Lagny-sur-Marne          | 17 959     | Claude Avisse          |       | RPR   | Claude Avisse         |       | RPR   |
| Lésigny                  | 7 114      | Maurice Mollard        |       | UDF   | Maurice Mollard       |       | UDF   |
| Meaux                    | 45 005     | Jean Lion              |       | PS    | Jean Lion             |       | PS    |
| Melun                    | 35 005     | Jean Malpel            |       | RPR   | Jacques Marinelli     |       | RPR   |
| Mitry-Mory               | 12 731     | Noël Fraboulet         |       | PCF   | Noël Fraboulet        |       | PCF   |
| Moissy-Cramayel          | 5 195      | Jean-Jacques Fournier  |       | PS    | Jean-Jacques Fournier |       | PS    |
| Montereau-Fault-Yonne    | 19 413     | Claude Eymard-Duvernay |       | RPR   | Alain Drèze           |       | PS    |
| Moret-sur-Loing          | 3 503      | Roland Dagnaud         |       | DVD   | Patrick Septiers      |       | UDF   |
| Le Mée-sur-Seine         | 13 917     | René André             |       | UDF   | René André            |       | UDF   |
| Nangis                   | 6 869      | Claude Pasquier        |       | PCF   | Claude Pasquier       |       | PCF   |
| Nemours                  | 11 665     | Charles Hochart        |       | RPR   | Charles Hochart       |       | RPR   |
| Noisiel                  | 12 446     | Daniel Vachez          |       | PS    | Daniel Vachez         |       | PS    |
| Othis                    | 5 099      | Alain Romandel         |       | PS    | Alain Romandel        |       | PS    |
| Ozoir-la-Ferrière        | 13 719     | Jacques Giraud         |       | UDF   | Jacques Giraud        |       | UDF   |
| Pontault-Combault        | 19 037     | Jacques Heuclin        |       | PS    | Jacques Heuclin       |       | PS    |
| Provins                  | 12 065     | Alain Peyrefitte       |       | RPR   | Alain Peyrefitte      |       | RPR   |
| Roissy-en-Brie           | 15 274     | Louis Reboul           |       | PS    | Louis Reboul          |       | PS    |
| Saint-Fargeau-Ponthierry | 9 553      | Serge Hermann          |       | DVD   | Francine Cuenot       |       | DVD   |
| Saint-Pierre-lès-Nemours | 4 777      | Maurice Ruet           |       | RPR   | Maurice Ruet          |       | RPR   |
| Savigny-le-Temple        | 11 835     | Jean-Louis Mouton      |       | PS    | Jean-Louis Mouton     |       | PS    |
| Souppes-sur-Loing        | 4 326      | Victor Prudhomme       |       | PS    | Victor Prudhomme      |       | PS    |
| Thorigny-sur-Marne       | 7 596      | Henri Bouvelle         |       |       | Henri Bouvelle        |       |       |
| Torcy                    | 12 279     | Lucien Mayadoux        |       | PS    | Gérard Jeffray        |       | UDF   |
| Tournan-en-Brie          | 4 726      | Maurice Galy           |       | DVD   | Jean Thibout          |       | DVD   |
| Vaires-sur-Marne         | 10 812     | René Maidon            |       | DVD   | René Maidon           |       | DVD   |
| Vaux-le-Pénil            | 6 960      | Louis Augier           |       | UDF   | Pierre Carassus       |       | PS    |
| Veneux-les-Sablons       | 4 051      | Jean-Michel Regnault   |       | RPR   | Michel Bénard         |       | PS    |
| Vert-Saint-Denis         | 4 458      | Jacques Machard        |       | PS    | Jacques Machard       |       | PS    |
| Villeparisis             | 16 659     | Claude Duchemin        |       | RPR   | Claude Duchemin       |       | RPR   |

## Résultats dans les communes de plus de3 500 habitants

### Melun
- Maire sortant : Jean Malpel (RPR)
- 39 sièges à pourvoir au conseil municipal (population légale 1982 : 35 005 habitants)

| Tête de liste                 | Tête de liste       | Liste           | Premier tour | Premier tour | Second tour | Second tour | Sièges | Sièges |
| Tête de liste                 | Tête de liste       | Liste           | Voix         | %            | Voix        | %           | CM     |        |
| ----------------------------- | ------------------- | --------------- | ------------ | ------------ | ----------- | ----------- | ------ | ------ |
|                               | Jacques Marinelli   | RPR-UDF (UD)    | 2 854        | 27,28        | 3 628       | 32,71       | 26     |        |
| Melun en tête                 |                     |                 | 2 854        | 27,28        | 3 628       | 32,71       | 26     |        |
|                               | Jean Malpel *       | RPR diss.       | 2 841        | 27,15        | 2 928       | 26,40       | 5      |        |
| Melun d'abord                 |                     |                 | 2 841        | 27,15        | 2 928       | 26,40       | 5      |        |
|                               | Jacky Laplace       | PS (Maj. prés.) | 2 445        | 23,37        | 3 465       | 31,24       | 6      |        |
| Le nouveau souffle pour Melun |                     |                 | 2 445        | 23,37        | 3 465       | 31,24       | 6      |        |
|                               | Jean-François Jalkh | FN              | 1 147        | 10,96        | 1 068       | 9,63        | 2      |        |
|                               |                     |                 | 1 147        | 10,96        | 1 068       | 9,63        | 2      |        |
|                               | Michel Blanchard    | PCF             | 670          | 6,40         |             |             |        |        |
|                               |                     |                 | 670          | 6,40         |             |             |        |        |
|                               | Luquet              | DVD             | 504          | 4,81         |             |             |        |        |
|                               |                     |                 | 504          | 4,81         |             |             |        |        |
|                               |                     |                 |              |              |             |             |        |        |
| Inscrits                      | Inscrits            | Inscrits        | 18 829       | 100,00       | 18 827      | 100,00      |        |        |
| Abstentions                   | Abstentions         | Abstentions     | 8 096        | 42,99        | 7 518       | 39,93       |        |        |
| Votants                       | Votants             | Votants         | 10 733       | 57,01        | 11 309      | 60,07       |        |        |
| Nuls                          | Nuls                | Nuls            | 272          | 1,44         | 220         | 1,17        |        |        |
| Exprimés                      | Exprimés            | Exprimés        | 10 461       | 55,56        | 11 089      | 58,90       |        |        |
| * Liste du maire sortant      |                     |                 |              |              |             |             |        |        |